# Santaluz
Santaluz este un oraș în statul Bahia (BA) din Brazilia.